# Arctosa yasudai
Arctosa yasudai är en spindelart som först beskrevs av Tanaka 2000.  Arctosa yasudai ingår i släktet Arctosa och familjen vargspindlar. Inga underarter finns listade i Catalogue of Life.